# نشانه لیتن
نشانهٔ لیتن (انگلیسی: Litten's sign) یک نشانهٔ بالینی است که در آن لکه‌های پنبه‌ای شکل در معاینه فوندوسکوپی شبکیه در بیماران مبتلا به اندوکاردیت عفونی دیده می‌شود.
این نشانهٔ پزشکی نام خود را از پزشک آلمانی موریتس لیتن می‌گیرد.